# Mantindjan
Le mantindjan ou sauce mantindjan est un plat béninois, qui est un mélange de maintes feuilles, de légumes et de plusieurs types de viandes. Littéralement, son nom signifie en langue fongbé « sauce coincée » ou encore « où il n'y a plus de place » parce que, à vue d’œil, on a l'impression que les légumes, après la cuisson, sont coincés au milieu des garnitures et assaisonnements. Dans le mantindjan, selon les variantes, on peut trouver de la viande, du kpanman (peau de bœuf), des crabes, du fromage, des crevettes, des poissons fumées ou frits, le tout accommodé au sésame, piment, oignon, ail, sel, poivre et autres épices.
À l'origine, la sauce mantindjan est faite par les femmes pour séduire leur époux, amant ou prétendant. D'aucunes l'utilisent pour demander pardon et ou s'excuser et d'autres pour mettre en valeur leur savoir-faire culinaire, mais le but ultime a toujours été de plaire à l'homme. Dans la culture béninoise actuelle, même s'il conserve un peu de sa symbolique, il n'est plus juste la « chose » des femmes, car on en mange partout, à tout moment et surtout dans les cérémonies de réjouissances telles que les mariages et les baptêmes de nouveau-nés entre autres.   
Le mantindjan se consomme comme plat de résistance et il en existe de nombreuses recettes différentes,,,.   

## Galerie de photos

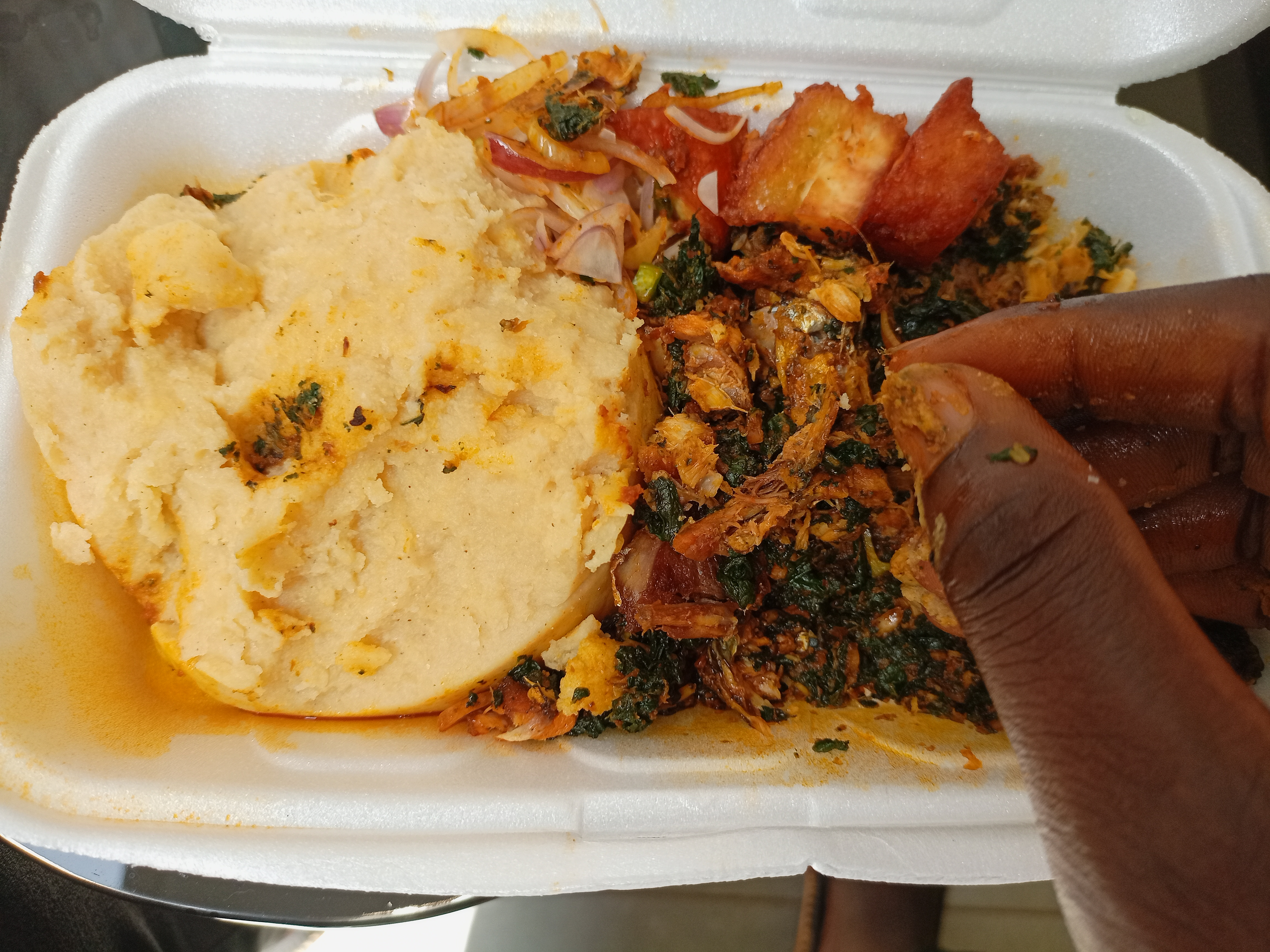
Plat de Man Tindjan
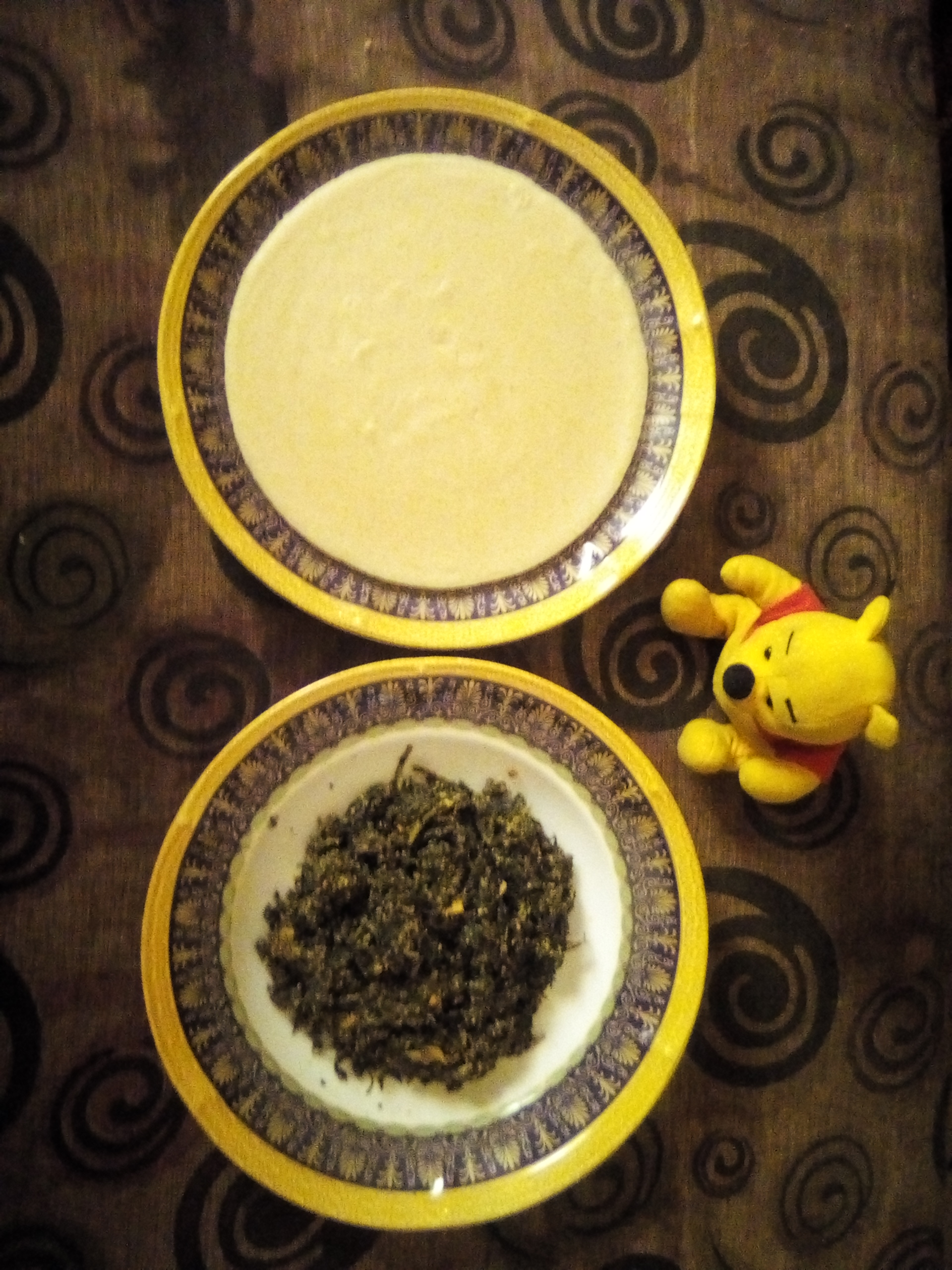
Wɔ̌ (pâte de maïs) du Bénin accompagné de sauce Mantindjan avec une peluche pour enfant
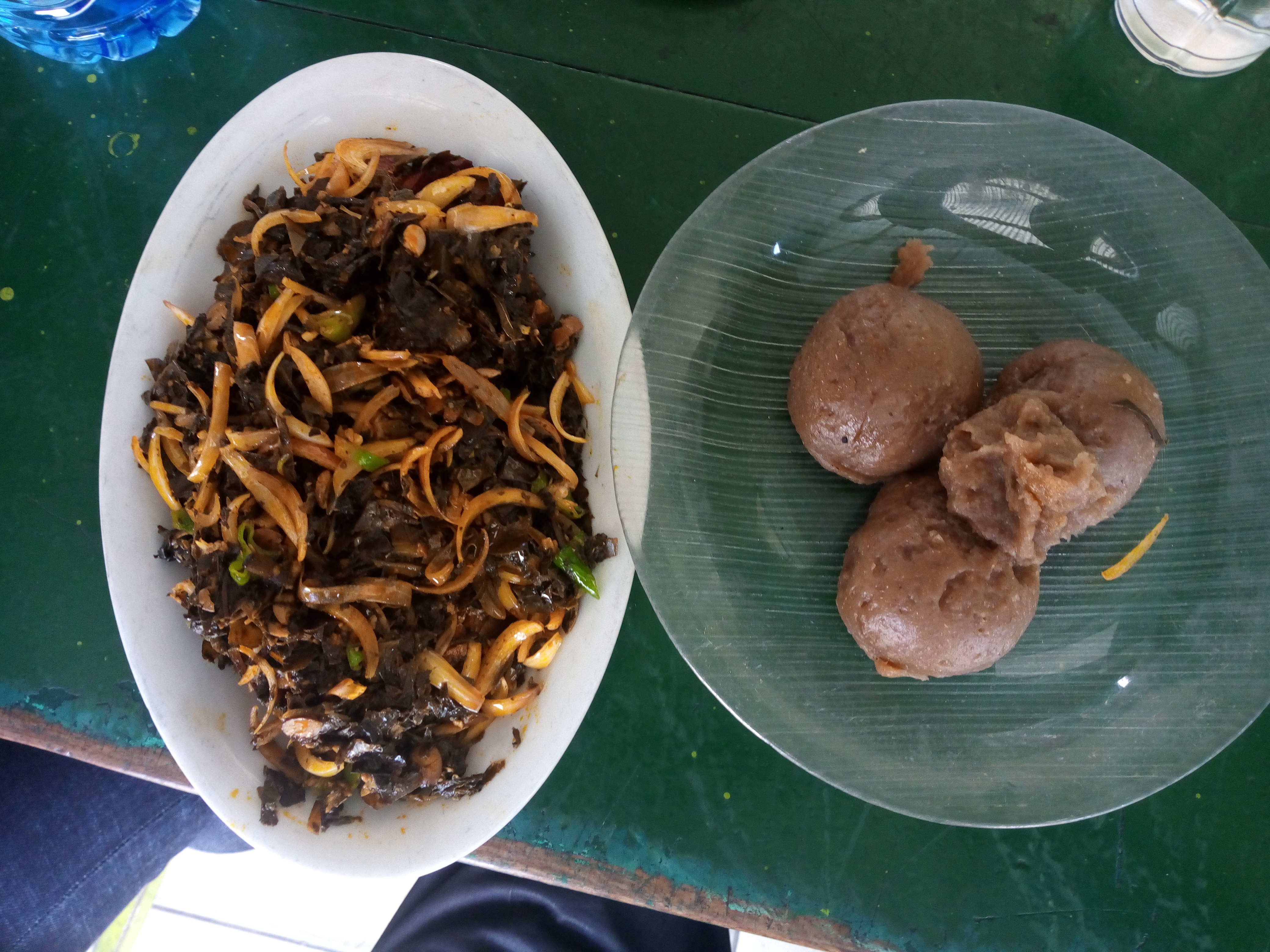
Mantindjan accompagné de télibor